# Thémistocléa
Thémistocléa ou Thémistokleia, également appelée Aristoclea ou Theoclea, était une prêtresse de Delphes et une philosophe, active vers 600 avant notre ère. Selon Diogène Laërce, elle aurait eu pour disciple Pythagore, et l'influença principalement dans le domaine moral. Elle est pour cette raison appelée parfois « la première femme philosophe »[réf. nécessaire].

## Postérité

### Art contemporain
- Thémistocléa figure sous le nom de Aristoclea parmi les 1 038 femmes référencées dans l'œuvre d’art contemporain The Dinner Party (1979) de Judy Chicago. Son nom y est associé à Aspasie[1],[2].